# Ramón Verea
Ramón Silvestre Verea de Aguiar y García (Curantes, 11 de diciembre de 1833-Buenos Aires, 6 de febrero de 1899) fue un periodista, ingeniero, escritor e inventor español, que ideó la primera calculadora mecánica capaz de realizar multiplicaciones directamente.

## Biografía
Hijo legítimo de Florentina García y Juan Verea de Aguiar (de familia hidalga) nació en el Pazo de Esmoris en Curantes, en el municipio gallego de La Estrada, en la provincia de Pontevedra. Se benefició de estudiar con un cura sacerdote tío suyo, Francisco de Porto, en su aldea. Luego, a los trece años, marchó al seminario diocesano de Santiago de Compostela, donde permaneció seis años hasta que, pese a su brillante expediente, perdió la beca, lo que supuso para él «una liberación» y afianzó su anticlericalismo. Emigró en 1855 a Cuba donde trabajó como maestro y escribió dos novelas, La cruz de Cobblestone y Una mujer con dos maridos; aprendió además inglés y descubrió el periodismo. También, cuando estaba en la ciudad cubana de Colón, inventó una máquina para plegar periódicos cuya patente vendería más tarde en Nueva York. Tras una breve estancia en Puerto Rico, en 1865 se trasladó a Nueva York y trabajó como traductor; allí, en 1875, fundó la imprenta El Polígloto y creó una «Agencia industrial para la compra de maquinaria y efectos de moderna invención», e ingenió su máquina de calcular, la Verea Direct Multiplier, primera que realizaba multiplicaciones de forma directa en vez emplear múltiples vueltas de manivela. La oficina de patentes estadounidense le concedió el 10 de septiembre de 1878 la número 207.918, el mismo año en el que ganó una medalla de la Exposición Mundial de Inventos de Cuba.
Su calculadora era una máquina de unos 26 kg de peso, 14 pulgadas de largo, 12 de ancho y 8 de alto, capaz de sumar, restar, multiplicar y dividir números de nueve cifras, admitiendo hasta seis números en el multiplicador y quince en el producto. La multiplicación la resolvía mediante un método directo basado en un mecanismo patentado por Edmund D. Barbour en 1872, que empleaba un sistema que obtenía valores de una tabla de multiplicar codificada de manera similar al sistema Braille. El aparato podía resolver 698.543.721 x 807.689 en veinte segundos, siendo la más veloz y precisa de la época. No obstante, Verea no perseguía más que demostrar que los españoles podían inventar igual que los estadounidenses, por lo que su invento solo dejó huella en la historia de la computación como base para futuras máquinas, como la de Otto Steiger. Su máquina se conserva en los depósitos de la sede central de IBM, en White Plains (Nueva York) formando parte de la colección iniciada en 1930 por el fundador de IBM.

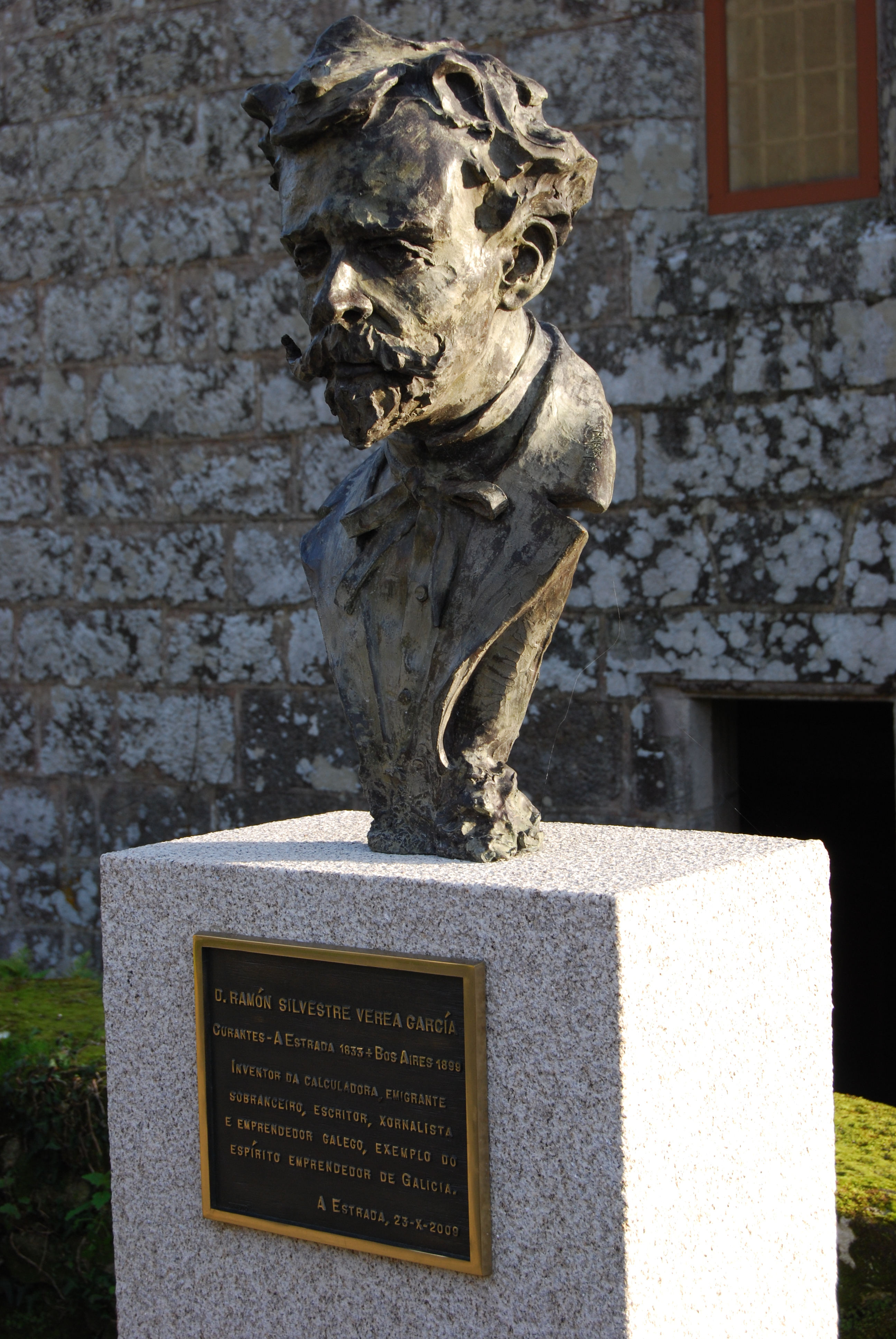
Busto de Ramón Verea en La Estrada.

En Nueva York, además, fundó y dirigió El Cronista y desde 1884 la revista quincenal (luego mensual) El Progreso, que se sostenía sin publicidad para salvaguardar su independencia y se difundía en español en una veintena de países. Librepensador, defendía la igualdad entre razas y entre hombres y mujeres, la abolición de la esclavitud y la libertad de expresión, valores que hoy se consideran universales, y criticaba el colonialismo estadounidense. Tradujo los escritos de los iusnaturalistas Thomas Paine, Robert Ingersoll y H. W. Beecher y recomendó a sus lectores suscribirse a publicaciones librepensadoras como Las Dominicales del Libre Pensamiento de Madrid, El Pensamiento de México o La Razón de Cuba. También se proclamó antimonárquico, denunció la dejadez de la embajada española en Estados Unidos y se ensañó particularmente contra el embajador Juan Valera, el famoso escritor, capaz de reunir cuantiosos fondos para homenajes espectaculares y olvidarse de hacerlo para auxiliar a las víctimas del cólera morbo en España.
En 1895 se trasladó a Guatemala, exiliado por su fuerte oposición a la política colonianista estadounidense, donde publicó una serie de cartas contra la leyenda negra, y después, en 1897, se trasladó a Buenos Aires. En esa ciudad volvió a publicar en 1898 la revista El Progreso y siguió ejerciendo de periodista hasta su muerte. Falleció solo y pobre en la capital argentina y fue enterrado de caridad en un panteón anónimo del cementerio del Oeste.

## Obras

### Narrativa
- La cruz de Cobblestone.
- Una mujer con dos maridos.

### Ensayos
- Contra el altar y el trono. Artículos varios. Nueva York: El Polígloto, 1890.
- Artículos filosóficos y cartas a un campesino. Los Ángeles: "La Aurora," Librería Mexicana, [1909]
- La religión universal: artículos, críticas y polémicas, publicados en El Progreso en 1886-87. Dios y la creación (inédito), Nueva York: Impr. el Polígloto, 1891.
- Catecismo librepensador, ó Cartas a un campesino... Nueva York: Imprenta "El polígloto", 1894 y Managua, Tipografía nacional, 1894; reimpreso con otro título: Catecismo libre-pensador. Cartas a un campesino. San Salvador: Imp. R. Reyes [1923]
- En defensa de España, cuestiones de Cuba, Venezuela, "América para los Americanos"... Guatemala: Sánchez y de Guise, 1896.